# Ordonnance médicale en France
Pour les articles homonymes, voir Prescription et Ordonnance.
 (septembre 2014).
Une ordonnance médicale en France est le document qui indique les prescriptions du médecin. Elle fait l'objet de plusieurs articles dans le code de la santé publique et dans le code de la sécurité sociale. Il en existe cinq types différents : classique, bizone, sécurisée, produits d'exception et électronique.

## L'histoire de l'ordonnance
Avant de voir dans les chapitres suivants en détail la réglementation de l'ordonnance, il est intéressant de retracer brièvement son histoire.
Celle-ci aurait pu être un sujet d'article à part entière tant elle est difficile à appréhender à cause du peu d'écrits la concernant.
Nous nous sommes donc limités à l'ordonnance en Occident et particulièrement en France.
Les informations contenues dans ce chapitre émanent de quatre sources documentaires,,, elles-mêmes ayant pour principale bibliographie la Revue d'histoire de la pharmacie.

### Définition
Le mot « ordonnance » apparaît au XIIe siècle. Il est initialement utilisé pour désigner les textes législatifs émanant du roi. Par la suite son emploi s'est étendu aux décisions policières, judiciaires et enfin médicales.
Aujourd'hui, dans le domaine médical, c'est l'écrit qui contient les prescriptions du médecin . « Prescription » (du latin praescriptio « écrire en tête ») est, au XVIe siècle, un ordre expressément formulé et ce n'est que vers 1750 qu'il est couramment utilisé pour désigner les recommandations qu'un médecin peut faire à son malade verbalement ou par écrit. En anglais, prescription désigne à la fois l'ordonnance (support) et la prescription (contenu).

### L'Antiquité (6000av. J.-C.jusqu'en 476av. J.-C.)
L'usage de substance à visée thérapeutique est sans doute aussi vieux que l'homme mais la recherche des origines de l'ordonnance ne peut s'envisager durant la préhistoire, cette période se définissant par l'absence d'écriture.
Les preuves écrites de l'usage de médicaments les plus anciennes remontent au IIIe millénaire av. J.-C., ce sont les tablettes sumériennes découvertes à Nippur. Il ne s'agit pas d'ordonnance mais d'un codex indiquant une longue liste de « recettes » à utiliser par le médecin en fonction des pathologies rencontrées. Que ce soit le célèbre papyrus égyptien d'Eberth (1500 av. J.-C.), le Corpus Hippocratum 460 av. J.-C.), le De Arte Medica de Celse (Ier siècle av. J.-C.) ou les écrits de Galien, tous les documents de cette période sont des formulaires et non des ordonnances à destination du patient ou du pharmacien.
La principale raison est qu'à cette période les fonctions de médecins et de pharmaciens étaient confondues, d'ailleurs ces deux mots n'apparaîtront que bien plus tard, aux environs du XIIe siècle.

### Le Moyen Âge
En Europe jusqu'au Xe siècle celui qui exerçait l'acte médical était contraint de cultiver, récolter, préparer et administrer les plantes médicinales qui constituaient l'essentiel de la pharmacopée ; ce personnage était appelé « apothicaire » (du grec apotec boutique).
La séparation entre ces deux activités devint matériellement et intellectuellement obligatoire, une seule personne ne pouvant plus assurer ces deux fonctions du fait de la diversification des substances utilisées et du savoir nécessaire pour maîtriser convenablement l'art de guérir et l'art de préparer les médicaments.
C'est donc à partir du XIIe siècle qu'apparaissent en France les pigmentarius (ou marchands d'épices) et les médicus. Rapidement, les pigmentarius se divisèrent en deux branches : la première, « les épiciers » n'ayant le droit de ne manipuler que des drogues alimentaires et la seconde conservant l'ancien nom « d'apothicaire » se réservant les drogues médicinales. Ces deux branches se disputèrent cependant longtemps le monopole des médicaments et même encore aujourd'hui, cette lutte se perpétue entre les grandes-surfaces et les pharmacies.
Aussitôt créés, les apothicaires s'organisèrent en corporations ou confréries, comme la plupart des métiers à cette époque, régies par des lois propres à chaque ville. Ce n'est qu'à Paris et ses faubourgs que la corporation est régie par des lois édictées par le roi.
Les premières lois royales datent de 1271 où le roi interdit aux apothicaires de délivrer des remèdes sans la présence d'un médecin excepté pour les remèdes vulgaires. Comme on le voit, à cette époque, l'ordonnance écrite n'existait pas et les médecins prescrivaient oralement indiquant  eux-mêmes dans l'officine les médicaments dont ils entendaient composer leurs remèdes.
Les premières lois insistent également sur l'interdiction du « qui pro quo » c'est-à-dire la substitution d'une substance par une autre sans l'autorisation du prescripteur, règle qui a persisté près de sept siècles, jusqu'à l'introduction du droit de substitution en 1999.

### La naissance de l'ordonnance
La naissance officielle de l'ordonnance en France se situe en 1322, où un nouvel édit royal interdit aux apothicaires de vendre ou donner des laxatifs toxiques ou abortifs sans l'ordonnance d'un médecin qu'il leur est interdit de renouveler.
En 1353, Jean II le Bon rajoute que le candidat au métier d'apothicaire doit savoir lire confirmant ainsi l'existence d'ordonnances écrites, du moins à Paris.
En 1494, paraît une loi qui amende celle de 1271 et autorise les apothicaires à proposer des médicaments non nuisibles au corps humain sans ordonnance.
Par la suite les autorités ont surtout réglementé l'usage des toxiques en particulier en 1682 où Louis XIV, à la suite de l'affaire des poisons de 1679 (mise au jour d'un vaste réseau de vente et d'usage de « poudre de succession » impliquant la noblesse jusqu'à la favorite du roi), encadre strictement la détention et la délivrance de certains toxiques (arsenic, réalgar, orpiment et sublimé) : il rend obligatoire la tenue d'un registre où l'apothicaire identifie précisément le médecin achetant une de ces substances. La déclaration royale, du 25 avril 1777, crée le collège de pharmacie et la maîtrise de pharmacie et abolit du même coup les termes d'apothicaire et apothicairerie, et étend les règles à l'ensemble des pharmaciens du royaume de France, les confréries ayant été abolies officiellement en 1776.
La loi du 21 germinal an XI (11 avril 1803) réaffirme l'obligation de présentation d'une ordonnance cette fois pour tous les médicaments : « Article 32 : les pharmaciens ne pourront livrer et débiter des préparations médicinales ou drogues composées quelconques que d'après la prescription qui en sera faite par un docteur en médecine ou en chirurgie, ou par des officiers de santé, et sur leur signature »
L'ordonnance royale, du 19 juillet 1845, indique pour la première fois les mentions obligatoires sur une ordonnance de substances vénéneuses :
« Titre II article 5 : La prescription doit être signée, datée, énoncée en toutes lettres en ce qui concerne la dose desdites substances, ainsi que le mode d'administration du médicament »

### LeXXesiècle
Jusqu'au XXe siècle, rares sont les informations concernant les règles légales encadrant l'ordonnance, les autorités ayant pour principal souci le contrôle des substances vénéneuses, en particulier depuis l'affaire des poisons de Louis XIV.
De plus, la pharmacopée réellement active était limitée, ce n'est qu'à partir de la Seconde Guerre mondiale que les médicaments modernes sont apparus et avec eux un cadre légal plus rigoureux.
Voici donc les grandes dates qui ont fait évoluer l'ordonnance à partir de ce siècle :
- Loi du 12 juillet 1916 : création des tableaux A, B et C (substances toxiques, stupéfiantes et dangereuses), remplacés le 29 décembre 1988 par les listes I, II et stupéfiants qui ont des règles de prescriptions spécifiques comme nous le verrons dans le chapitre 1.3 (cf. également tableau X pages X) ;
- Une loi du 11 septembre 1941 restreint la nécessité d'une ordonnance aux médicaments abortifs et à certains médicaments toxiques ;
- Le carnet à souche est créé le 28 août 1945 pour la prescription des stupéfiants (remplacé en 1999 par les ordonnances sécurisées) ;
- La sécurité sociale est créée en 1946, l'ordonnance redevient donc nécessaire afin de permettre le remboursement des médicaments prescrits même si ceux-ci sont disponibles sans ordonnance ;
- Le 28 juin 1947 paraît le premier code de déontologie médicale officialisant dans son article 79 les mentions le concernant qu'un médecin peut mettre sur ses ordonnances ;
- Le code de la santé publique est institué en 1953, rassemblant les lois existantes réglementant la pratique médicale et donc l'ordonnance. C'est dans ce code qu'est contenue la majorité des mentions obligatoires. La réglementation concernant l'ordonnance s'est accrue durant le XXe siècle sans changer pour autant sa mission première qui est de servir de point de rencontre entre le médecin, le pharmacien et le patient. Cependant, depuis l'immixtion des organismes de remboursement (assurance maladie et mutuelles), ce point de rencontre s'est transformé en véritable place de l'Étoile, renforçant ainsi la portée de la prescription, mais également les contraintes qui l'entourent, comme nous allons le voir dans le chapitre suivant.

## Les règles qui encadrent la prescription
Si jadis, le problème principal des médecins était le manque de médicaments actifs à leur disposition, depuis le XXe siècle le législateur s'est efforcé au contraire de restreindre la liberté de prescription du médecin et l'autorité de l'ordonnance.
En effet, le code de la santé publique dresse une liste de substances formellement interdites à la prescription (chanvre, khat, héroïne… - article R5180 CSP) et la loi Talon (loi no 80-512 du 7 juillet 1980) indique les substances ne pouvant être associées dans une préparation magistrale (diurétiques, psychotropes, anorexigènes, hormones thyroïdiennes).
De plus, les articles L.162-16 du code de la sécurité sociale et L. 5125-23 et R 5125-53 du code de la santé publique introduisent le droit au pharmacien de remplacer une spécialité prescrite par une autre sans l'accord du médecin légalisant ainsi le « qui pro quo » formellement interdit depuis près de sept siècles (cf chapitre précédent).
Si le législateur limite les possibilités de prescription, il encadre encore plus les modalités de prescription comme nous allons le voir dans ce chapitre où nous recensons les articles de loi qui définissent les mentions obligatoires d'une ordonnance.
Il faut souligner que hormis les renseignements concernant le prescripteur, il n'y a aucune limitation aux informations pouvant figurer sur une ordonnance, le médecin est donc libre d'y écrire tout ce qu'il juge nécessaire : conseils, date de rendez-vous, numéro de téléphone, ne pas délivrer, etc.
Nous nous sommes limités au cas de la prescription médicamenteuse, sans aborder la prescription de soins ou de matériel. De même nous n'abordons que les ordonnances des médecins, en rappelant que d'autres professions de santé ont le droit de prescrire, mais de manière plus limitée : chirurgien-dentiste, directeur de laboratoire d'analyses médicales, sage-femme, pédicure-podologue, infirmières et vétérinaires.
Toutes les lois citées émanent de cinq codes différents :
- Le code de déontologie médicale[6] s'attache surtout à édicter les principes moraux que doit garder à l'esprit le médecin qui prescrit ;
- Le code de la santé publique[7],[8], dans quantité d'articles, forme un ensemble complexe de lois, pour certaines très contraignantes, fixant plus particulièrement l'aspect « technique » de l'ordonnance. Nous y rattachons la préface de la Pharmacopée Française[9] puisque celle-ci est une émanation du code de la santé publique ;
- Le code de la Sécurité Sociale[10],[11] et les règles édictées par les versions successives de la convention médicale s'intéressent principalement aux caractéristiques nécessaires de l'ordonnance pour une prise en charge par l'assurance maladie ;
- Le code Général des Impôts[12],[13] contient un seul article concernant les médecins adhérents à une association de gestion agréée ;
- Le code de la consommation[14],[15] pour la mention « en cas d'urgence ».

### Sur la morale qui doit gouverner à la prescription
Le code de déontologie s'applique à souligner le caractère raisonné des prescriptions quant au code de la sécurité sociale, il rajoute la prise en compte de l'aspect économique.
Sur le choix libre mais raisonné des prescriptions
Tel qu'il est publié dans la section de déontologie de l'article R4127-8 du code de la Santé Publique.
« Dans les limites fixées par la loi et compte tenu des données acquises de la science, le médecin est libre de ses prescriptions qui seront celles qu'il estime les plus appropriées en la circonstance. Il doit, sans négliger son devoir d'assistance morale, limiter ses prescriptions et ses actes à ce qui est nécessaire à la qualité, à la sécurité et à l'efficacité des soins. Il doit tenir compte des avantages, des inconvénients et des conséquences des différentes investigations et thérapeutiques possibles ».
Et publié dans l'article L.162-2 du code de la Sécurité Sociale.
« Dans l'intérêt des assurés sociaux et de la santé publique, le respect de la liberté d'exercice et de l'indépendance professionnelle et morale des médecins est assuré conformément aux principes déontologiques fondamentaux que sont le libre choix du médecin par le malade, la liberté de prescription du médecin, le secret professionnel, le paiement direct des honoraires par le malade, la liberté d'installation du médecin, [...] ».
Sur la nécessité de prescription claires et comprises
Publié dans la section de déontologie de l'article R4127-34 du code de la Santé Publique.
« Le médecin doit formuler ses prescriptions avec toute la clarté indispensable, veiller à leur compréhension par le patient et son entourage et s'efforcer d'en obtenir la bonne exécution ».
Sur la nécessité de prescriptions éprouvées
Publié dans la section de déontologie de l'article R4127-39 du code de la Santé Publique.
« Les médecins ne peuvent proposer aux malades ou à leur entourage comme salutaire ou sans danger un remède ou un procédé illusoire ou insuffisamment éprouvé. Toute pratique de charlatanisme est interdite ».
Sur la prise en compte de l'équilibre bénéfice et risque
Publié dans la section de déontologie de l'article R4127-40 du code de la Santé Publique.
« Le médecin doit s'interdire, dans les investigations et interventions qu'il pratique comme dans les thérapeutiques qu'il prescrit, de faire courir au patient un risque injustifié ».
Sur le respect de l'équilibre bénéfice et coût
Publié dans l'article L162-2-1 du code de la Sécurité Sociale.
« Les médecins sont tenus, dans tous leurs actes et prescriptions, d'observer, dans le cadre de la législation et de la réglementation en vigueur la plus stricte économie compatible avec la qualité, la sécurité et l'efficacité des soins ».

### Les  mentions concernant le prescripteur autorisées sur les ordonnances
Article 79 du code de déontologie = Article R.4127-79 du code de la Santé Publique.
Les seules indications qu'un médecin est autorisé à mentionner sur ses feuilles d'ordonnances sont :
1. Ses noms, prénoms, adresse professionnelle, numéros de téléphone et de télécopie, jours et heures de consultation ;
2. Si le médecin exerce en association ou en société, les noms des médecins associés ;
3. Sa situation vis-à-vis des organismes d'assurance maladie ;
4. La qualification qui lui aura été reconnue conformément au règlement de qualification établi par l'ordre et approuvé par le ministre chargé de la santé ;
5. Ses diplômes, titres et fonctions lorsqu'ils ont été reconnus par le Conseil national de l'ordre ;
6. La mention de l'adhésion à une société agréée prévue à l'article 64 de la loi de finances pour 1977 ;
7. Ses distinctions honorifiques reconnues par la République française.

« Membre d'une association de gestion agréée »
Article 1649 quater E bis du code général des impôts.
Les adhérents des centres de gestion agréés sont soumis à l'obligation d'accepter les règlements par chèque, de faire libeller les chèques à leur ordre et de ne pas les endosser, sauf pour remise directe à l'encaissement. Ils doivent en informer leur clientèle. Les conditions d'application du présent article sont fixées par décret en conseil d'État.
« En cas d'urgence »
Arrêté du 25 juillet 1996 du code de la consommation relatif à l’information du consommateur sur l’organisation des urgences médicales J.O no 178 du 1er août 1996 page 11676, Article 2.
La mention « En cas d’urgence », suivie du numéro d’appel, doit figurer sur les ordonnances que le médecin remet à son patient.

### Les mentions obligatoires lors de la rédaction d'une ordonnance
Ces articles concernent uniquement les substances inscrites sur liste, aucune mention n'est donc obligatoire pour la délivrance d'un médicament hors-liste. Cependant pour une prise en charge par l'assurance maladie certaines mentions doivent être présentes.
Article R.5132-3 du code de la Santé Publique.
La prescription de médicaments ou produits mentionnés à la présente section est rédigée après examen du malade  sur une ordonnance et indique lisiblement :
1. Le nom, la qualité et, le cas échéant, la qualification, le titre ou la spécialité du prescripteur telle que définie à l'article R.5121-91(A), son identifiant lorsqu'il existe. Son adresse, sa signature, la date à laquelle l'ordonnance a été rédigée et pour les médicaments à prescription hospitalière ou pour les médicaments à prescription initiale hospitalière, le nom de l'établissement ou de service de santé ;
2. la dénomination du médicament ou du produit prescrit, ou le principe actif du médicament désigné par sa dénomination commune, la posologie et le mode d'emploi, et, s'il s'agit d'une préparation, la formule détaillée ;
3. La durée du traitement ou, lorsque la prescription comporte la dénomination du médicament au sens de l'article R.5121-2 (B) le nombre d'unités de conditionnement et, le cas échéant, le nombre de renouvellements de la prescription ;
4. Pour un médicament classé dans la catégorie des médicaments à prescription initiale hospitalière, la date à laquelle un nouveau diagnostic est effectué lorsque l'autorisation de mise sur le marché ou l'autorisation temporaire d'utilisation le prévoit ;
5. Les mentions prévues par l'article R.5121-95(C) et au huitième alinéa de l'article R.5121-77(D) lorsque l'autorisation de mise sur le marché ou l'autorisation temporaire d'utilisation le prévoit ;
6. Le cas échéant la mention prévue par l'article R.5125-54(E) ;
7. Lorsqu'elle est destinée à la médecine humaine, les nom et prénom, le sexe et l'âge du malade et, si nécessaire, sa taille et son poids ;
8. Lorsqu'elle est destinée à la médecine vétérinaire, les nom et prénom et l'adresse du détenteur de l'animal ou des animaux ainsi que les moyens d'identification de ceux-ci :

- A : R.5121-91 = sur les médicaments à prescription restreinte à certains spécialistes ;
- B : R.5121-2 = définie ce que peut être la dénomination d'un médicament ;
- C : R.5121-95 = sur les médicaments à prescription restreinte à une surveillance particulière en cours de traitement ;
- D : R.5121-77 = sur les médicaments à prescription restreinte ;
- E : R.5125-54 = sur la mention « non substituable ».

L'usage professionnel et l'espace libre
Articles R.5132-4 du code de la Santé Publique.
La commande à usage professionnel de médicaments mentionnés à la présente section indique lisiblement :
1. Le nom, la qualité, le numéro d'inscription à l'ordre, l'adresse et la signature du praticien, ainsi que la date ;
2. La dénomination et la quantité du médicament ou du produit ;
3. La mention « Usage professionnel ».

Le prescripteur appose sa signature immédiatement sous la dernière ligne de la prescription ou rend inutilisable l'espace laissé libre entre cette dernière ligne et sa signature par tout moyen approprié. Cette règle s'applique également aux commandes à usage professionnel.
En cas de perte ou de vol de leurs ordonnances, les prescripteurs en font la déclaration sans délai aux autorités de police.
La lisibilité et le français
Article 76 du code de déontologie = Article R.4127-76 du code de la Santé Publique.
[...] Tout certificat, ordonnance, attestation ou document délivré par un médecin doit être rédigé lisiblement en langue française et daté, permettre l'identification du médecin dont il émane et être signé par lui. Le médecin peut en remettre une traduction au patient dans la langue de celui-ci.

### Les mentions supplémentaires
Ces articles présentent de nombreuses exceptions (exemple : les durées de prescription et les stupéfiants) qui sont par ailleurs régulièrement modifiées.

#### Sur les durées des prescriptions
Article R.5132-21 du code de la Santé Publique.
Une prescription de médicaments relevant des listes I et II ne peut être faite pour une durée supérieure à douze mois. Toutefois, pour des motifs de santé publique, pour certains médicaments, substances psychotropes ou susceptibles d'être utilisées pour leurs effets psychoactifs, cette durée peut être réduite [...]

#### Sur la délivrance et les renouvellements
Articles R.5132-22 du code de la Santé Publique.
Les pharmaciens ne sont autorisés à effectuer la première délivrance de ces médicaments que sur présentation d'une ordonnance datant de moins de trois mois. La délivrance d'un médicament relevant de la liste I ne peut être renouvelée que sur l'indication écrite du prescripteur précisant le nombre de renouvellements ou la durée du traitement. La délivrance d'un médicament relevant de la liste II peut être renouvelée lorsque le prescripteur ne l'a pas expressément interdit. Dans tous les cas, le ou les renouvellements ne peuvent être exécutés que dans la limite du délai de traitement mentionné à l'article R.5132-21(A). Les dispensateurs sont tenus d'exécuter les renouvellements selon les modalités définies à l'article R.5132-14 (B), sous réserve des dispositions de l'article R.5121-95(C).
- A - Article R.5132-21 = cf article précédent ;
- B - Article R.5132-14 = impossibilité pour les pharmacien de délivrer un nouveau renouvellement avant la fin du précédent ;
- C - Article R.5121-95 = sur les médicaments à prescription restreinte.

#### Sur l'indication de la pharmacie devant exécuter la prescription
Articles L.162-4-2 du code de la Sécurité Sociale.
La prise en charge, par l'assurance maladie, de soins ou traitements susceptibles de faire l'objet d'un usage détourné dont la liste est fixée par arrêté des ministres chargés de la santé et de la sécurité sociale est soumise aux modalités prévues par l'article L.324-1 (A)et est subordonnée à l'obligation faite au patient d'indiquer au médecin traitant, à chaque prescription le nom du pharmacien qui sera chargé de la délivrance et à l'obligation faite au médecin de mentionner ce nom sur la prescription, quoi doit alors être exécutée par le pharmacien concerné pour ouvrir droit à la prise en charge. L'arrêté mentionné à l'alinéa précédent précise les soins ou traitements dont la prescription peut être antérieure à l'établissement du protocole prévu à l'article L.324-1.
Article L.324-1 = sur les affections de longue durée.
« Je dis : ... »
Pharmacopée 10e Édition 1988, extrait de la préface :
Le prescripteur peut prescrire des doses plus élevées que les doses maximales indiquées dans ces tableaux ; toutefois lorsque la dose prescrite est supérieure à la dose maximale, le prescripteur spécifiera la dose en toutes lettres sur l'ordonnance et ajoutera pour attirer l'attention : « je dis: telle dose ». Il ne peut y avoir, dans ce cas, de renouvellement sans nouvelle prescription.

### Les mentions relatives à l'assurance maladie
Voici donc les mentions qui s'appliquent à tous les médicaments, c'est-à-dire listés ou hors-liste, du moment que l'on souhaite une prise en charge par l'assurance maladie. En outre, nous avons ici ajouté les mentions relatives à la prescription en dénomination commune et la non substitution puisqu'elles sont en rapport avec l'économie de la santé.
Sur les mentions nécessaires à la prise en charge des médicaments par un organisme d'assurance maladie
Article R.5123-1 du code de la Santé Publique.
L'ordonnance comportant une prescription de médicament indique, pour permettre la prise en charge de ces médicaments par un organisme d'assurance maladie, pour chacun des médicaments prescrits :
1. La posologie ;
2. Soit la durée du traitement, soit, lorsque la prescription comporte la dénomination du médicament au sens de l'article R.5121-2 (A), le nombre d'unités de conditionnement.

Toutefois, si l'une ou l'autre des mentions prévues au 1° et 2° ou les deux font défaut, le médicament peut être pris en charge si le pharmacien dispense le nombre d'unités de conditionnement correspondant aux besoins du patient après avoir recueilli l'accord du prescripteur qu'il mentionne expressément sur l'ordonnance. Lorsque le médicament n'est pas soumis au dispositions de l'article « R.5132-3 » (B), il peut être pris en charge sans l'accord du prescripteur si le pharmacien délivre soit le nombre d'unités de conditionnement qui figure sur l'ordonnance sous réserve de délivrer le conditionnement commercialisé comportant le plus petit nombre d'unités de prise, soit, si le nombre d'unités de conditionnement ne figure pas sur l'ordonnance, le conditionnement comportant le plus petit nombre d'unités de prise, parmi les conditionnements commercialisés.
- A - Article R.5121-2 = définie ce que peut être la dénomination d'un médicament ;
- B - Article R.5132-3 = sur les mentions obligatoires lors de la prescription de toute substance vénéneuse (cf plus haut).

Article R.16145-45 du code de la sécurité sociale.
L'ordonnance, lorsqu'elle existe, doit comporter les éléments suivants (le prescripteur y fait mention quelle que soit la nature du support) :
- Des noms et prénoms du bénéficiaire des actes ou prestations ;
- De son propre identifiant ;
- De la date à laquelle elle est faite et de la référence permettant son rapprochement avec la feuille de soin ;
- Le cas échéant, de l'indication prévue à l'article L.162-4 (A) ;
- Le cas échéant, la mention de la disposition législative en vertu de laquelle la participation financière de l'assuré est limitée ou supprimée.

L'ordonnance est signée du prescripteur. Ce dernier indique en outre, s'il y a lieu, sur l'ordonnance écrite au bénéficiaire des soins, que la prescription est transmise électroniquement à l'organisme d'assurance maladie, conformément aux dispositions de l'article R.161-48(B).
- A - Article L.162-4= sur la mention « non remboursable » ;
- B - Article R.161-48 = sur les conditions de transmission des ordonnances aux organismes d'assurance maladie.

Article R.5123-2 du code de la Santé Publique.
L'ordonnance comportant la prescription d'un médicament pour une durée de traitement supérieure à un mois indique, pour permettre la prise en charge de ce médicament, soit le nombre de renouvellements de l'exécution de la prescription par périodes maximales d'un  mois ou de trois mois pour les médicaments présentés sous un conditionnement correspondant à une durée de traitement supérieure à un  mois, soit la durée totale de traitement, dans la limite de douze mois. Pour les médicaments contraceptifs le renouvellement de l'exécution de la prescription peut se faire par périodes maximales de trois mois, quel que soit leur conditionnement.
Pour en permettre la prise en charge, le pharmacien ne peut délivrer en une seule fois une quantité de médicament correspondant à une durée de traitement supérieure à quatre semaines ou à trente jours selon le conditionnement. Toutefois, les médicaments présentés sous un conditionnement correspondant à une durée de traitement supérieure à un mois peuvent être délivrés pour cette durée dans la limite de trois mois. En outre, quel que soit leur conditionnement, les médicaments contraceptifs peuvent être délivrés pour une durée de douze semaines.
Sur la mention « Non remboursable »
Article L.162-4 du code de la Sécurité Sociale.
Les médecins sont tenus de signaler sur l'ordonnance, support de la prescription, le caractère non remboursable des produits, prestations et actes qu'ils prescrivent :
1. Lorsqu'ils prescrivent une spécialité pharmaceutique en dehors des indications thérapeutiques ouvrant droit au remboursement ou à la prise en charge par l'assurance maladie telles qu'elles figurent sur la liste mentionnée au premier alinéa de l'article L.162-17 (A) ;
2. Lorsqu'ils prescrivent un produit ou une prestation en dehors des indications thérapeutiques ou diagnostiques, telles qu'elles figurent sur la liste mentionnée à l'article L.165-1 (B) ;
3. Lorsqu'ils prescrivent des actes ou prestations en dehors des indications ou des conditions de prise en charge ou de remboursement, telles qu'elles figurent sur la liste mentionnée au premier alinéa de l'article L.162-1-7 (C) ;
4. Lorsqu'ils prescrivent des actes ou prestations non remboursables en application de l'article L.321-1(D).

Lorsque les médecins réalisent des actes non remboursables, ils n'établissent pas le document prévu à l'article L.161-33(E).
- A - Article L.162-17 = définie les médicaments remboursables ;
- B - Article L.165-1 = définie les dispositifs médicaux remboursables ;
- C - Article L.162-1-7 = sur le remboursement des médicaments sur liste ;
- D - Article L.321-1 = définie les champs de remboursement de la sécurité sociale ;
- E - Article L.161-33 = feuille de soin.

Sur la prescription en dénomination commune internationale
Article R.5125-55 du code de la Santé Publique.
Sans préjudice des dispositions des articles R.5132-4 (A) et R.5132-29 (B), une prescription libellée en dénomination commune en application de l'article L.5125-23 (C) et tel que définie à l'article R.5121-1 (D), comporte au moins :
1. Le principe actif du médicament désigné par sa dénomination commune ;
2. Le dosage en principe actif ;
3. La voie d'administration et la forme pharmaceutique.

Si le médicament prescrit comporte plusieurs principes actifs, la prescription indique la dénomination commune et le dosage de chaque principe actif dans les conditions prévues aux 1° et 2° ci-dessus. L'association de ces différents principes actifs est signalée par l'insertion du signe « + » entre chaque principe actif.
- A - Article R.5132-4 = sur la commande à usage professionnel (Cf ci-avant) ;
- B - Article R.5132-29 = sur les mentions obligatoires pour les stupéfiants (Cf ci-après) ;
- C - Article L.5125-23 = sur la possibilité de substitution du pharmacien ;
- D - Article R.5121-1 = définit les termes de biodisponibilité, bio-équivalence, conditionnement, …

Sur la mention de non substitution
Article R.5125-54 du code de la Santé Publique.
La mention expresse par laquelle le prescripteur exclut la possibilité de la substitution prévue au deuxième alinéa de l'article L.5125-23 est la suivante « Non substituable ». Cette mention est portée de manière manuscrite sur l'ordonnance avant la dénomination de la spécialité prescrite.
- - Article L.5125-23 = sur la possibilité de substitution par le pharmacien.

Sur la mention « acte gratuit »
Convention des médecins généralistes février 2005 chapitre 4.1.1.3. Lorsque les soins sont dispensés à titre gratuit, le médecin porte sur la feuille de soins la mention « acte gratuit ».
Pour la prise en charge des préparations magistrales
Article R 163-1 du code de la Sécurité Sociale.
La prise en charge des préparations magistrales et des préparations officinales par l'Assurance Maladie est subordonnée à l'apposition par le médecin sur l'ordonnance de la mention manuscrite : Prescription à but thérapeutique en l'absence de spécialités  équivalentes disponibles.

### Le cas des stupéfiants et assimilés
La législation sur les stupéfiants est la plus contraignante et son évolution perpétuelle ne facilite pas le travail des prescripteurs. Certains médicaments pourtant non classés comme stupéfiants sont soumis à ces règles (exemple : Rohypnol).
Les mentions en toutes lettres
Article R.5132-29 du code de la santé publique.
Il est interdit de prescrire et de délivrer des substances classées comme stupéfiants lorsqu'elles ne sont pas contenues dans une spécialité pharmaceutique ou une préparation. Outre les mentions prévues aux articles R.5132-3 (A) et R.5132-4 (B), l'auteur d'une ordonnance, comportant une prescription de médicaments classés comme stupéfiants ou soumis à la réglementation des stupéfiants, indique en toutes lettres le nombre d'unités thérapeutiques par prise, le nombre de prises et le dosage s'il s'agit de spécialités, les doses ou les concentrations de substances et le nombre d'unités ou le volume s'il s'agit de préparations.
- A - Article R.5132-3 = sur les mentions obligatoires lors de la prescription de substances vénéneuses (Cf. ci avant) ;
- B - Article R.5132-4 = sur la commande à usage professionnel (Cf ci avant).

Les carrés sécurisés
Extrait du JO du 1er avril 1999 fixant les spécifications technique des ordonnances sécurisées. « - deux carrés de 1 cm et 1,3 cm de côté avec une tolérance de plus ou moins 0,5 mm, le premier se situant à l'intérieur du second. Ces carrés sont destinés aux professionnels de santé afin de leur permettre d'indiquer le nombre de spécialités médicales prescrites ».
Sur la durée de prescription et le fractionnement
Article R.5132-30 du code de la santé publique modifié par décret 2007-157 du 5 février 2007.
Il est interdit de prescrire des médicaments classés comme stupéfiants ou soumis à la réglementation des stupéfiants pour un traitement d'une durée supérieure à vingt-huit jours. Cette durée peut être réduite pour certains désignés, après avis du directeur général de l'Agence française de sécurité sanitaire des produits de santé par arrêté du ministre chargé de la santé. La délivrance fractionnée d'un médicament classé comme stupéfiant ou soumis à la réglementation des stupéfiants peut être décidée, après avis du directeur général de l'Agence française de sécurité sanitaire des produits de santé par arrêté du ministre chargé de la santé. L'arrêté mentionne la durée de traitement maximum correspondant à chaque fraction. Le prescripteur mentionne sur l’ordonnance la durée de traitement correspondant à chaque fraction. Toutefois, il peut, pour des raisons particulières tenant à la situation du patient, exclure le fractionnement en portant sur l’ordonnance la mention « délivrance en une seule fois ».
Sur le chevauchement
Article R.5132-33 du code de la santé publique modifié par décret 2007-157 du 5 février 2007.
L'ordonnance comportant une prescription de médicament comme stupéfiant ou soumis à la réglementation des stupéfiants ne peut être exécutée dans sa totalité ou pour la totalité de la fraction de traitement que si elle est présentée au pharmacien dans les trois jours suivant sa date d'établissement ou suivant la fin de la fraction précédente ; si elle est présentée au-delà de ce délai, elle ne peut être exécutée que pour la durée de la prescription ou de la fraction de traitement restant à courir. Une nouvelle ordonnance ne peut être, ni établie, ni exécutée par les mêmes praticiens pendant la période déjà couverte par une précédente ordonnance prescrivant de tels médicaments, sauf si le prescripteur en décide autrement par une mention expresse portée sur l'ordonnance.

### Les mentions spécifiques aux médicaments à prescription restreinte
Il s'agit de cinq types de médicaments qui du fait de contraintes techniques d'utilisation, de caractéristiques pharmacologiques, de leur degré d'innovation ou pour d'autres motifs nécessitent de voir leur prescription limitée à certains spécialistes ou conditionnée à la réalisation de certains examens. Certains de ces médicaments ont aussi le statut de médicaments d'exception et nécessitent donc une ordonnance particulière.
18 articles encadrent ces médicaments (du R.5121-77 au R.5121-95 du CSP) mais seulement deux d'entre eux induisent des mentions obligatoires, ce sont les suivants :
Article R.5121-77 du code de la santé publique.
L'autorisation de mise sur le marché, l'autorisation temporaire d'utilisation ou l'autorisation d'importation d'un médicament peut classer celui-ci dans une des catégories des médicaments soumis à prescriptions restreintes suivantes :
1. médicament réservé à l'usage hospitalier ;
2. médicament à prescription hospitalière ;
3. médicament à prescription initiale hospitalière ;
4. médicament à prescription réservée à certains médecins spécialistes ;
5. médicament nécessitant une surveillance particulière pendant le traitement.

Le classement d'un médicament dans la catégorie mentionnée au 5° alinéa ne fait pas obstacle à son classement dans une autre catégorie de médicament soumis à prescription restreinte. L'autorisation de mise sur le marché, l'autorisation temporaire d'utilisation ou l'autorisation d'importation d'un médicament soumis à prescription restreinte peut, pour tout ou partie des risques liés à son utilisation, imposer au prescripteur de mentionner sur l'ordonnance qu'il a informé le patient de ses risques.
Concernant les médicaments nécessitant une surveillance particulière :
Article R.5121-95 du code de la santé publique.
L'autorisation de mise sur le marché, l'autorisation temporaire d'utilisation ou l'autorisation d'importation du médicament classé dans la catégorie des médicaments nécessitant une surveillance particulière  pendant le traitement indique la nature et la périodicité des examens que le médecin doit prescrire ainsi que, le cas échéant, les conditions dans lesquelles le traitement peut, compte tenu des résultats de ces examens, être conduit. Elle peut, en outre, prévoir que lorsqu'il prescrit le médicament, il mentionne sur l'ordonnance que ces examens ont été effectués et que ces conditions sont respectées. Elle peut aussi lui imposer d'indiquer sur l'ordonnance la date de réalisation de ces examens et le délai au terme duquel l'ordonnance, en l'absence de réalisation des examens requis devient caduque [...]

### Liste récapitulative des mentions
Pour résumer, sur l'ordonnance doivent figurer certaines mentions concernant à la fois le médecin, le patient et évidemment le traitement.
Pour le médecin, ce sont obligatoirement :
- Son nom ;
- Son prénom ;
- Son adresse professionnelle ;
- Sa qualification ;
- Sa spécialité médicale ;
- Son N° ADELI et le code-barres correspondant, ou le N° FINESS de la structure pour le prescripteur prescrivant dans un établissement de santé et le code-barres correspondant, conforme au code 128 défini par la norme NF EN 799 (arrêté du 10 août 2010 fixant les caractéristiques permettant la lecture automatique des éléments d'identification du prescripteur sur les ordonnances) ;
- Son numéro RPPS d'inscription au Répertoire partagé des professionnels de santé et son code-barres correspondant, conforme au code 128 défini par la norme NF EN 799 (arrêté du 10 août 2010 fixant les caractéristiques permettant la lecture automatique des éléments d'identification du prescripteur sur les ordonnances) ;
- La mention de l'adhésion à une association de gestion agréée ;
- Son numéro de téléphone ;
- Sa signature avec annulation de l'espace libre ;
- La mention En cas d'urgence + numéro d'appel.

Par contre, certaines mentions sont autorisées mais non obligatoires :
- Ses numéros de télécopie ;
- Son adresse de messagerie sécurisée ;
- Ses jours et heures de consultation ;
- Les noms des médecins associés ;
- Ses diplômes, titres et fonctions ;
- Situation vis-à-vis des organismes d'assurance maladie ;
- Ses distinctions honorifiques reconnues par la République française.

Concernant le médecin, toute autre information est interdite. La date est la seule mention de « circonstance » nécessaire, le lieu est donc inutile.
Concernant le patient, doivent être présents :
- Son nom ;
- Son prénom ;
- Son sexe et son âge pour les médicaments sur liste ;
- Sa taille et son poids uniquement si besoin.

Concernant les médicaments, il faut mentionner dans tous les cas :
- La dénomination du médicament ;
- La posologie ;
- Le mode d'emploi ;
- La formule détaillée si c'est une préparation ;
- La durée du traitement ou le nombre d'unité de conditionnement.

Dans certains cas peuvent-être nécessaires :
- Le nombre de renouvellement de la prescription ou « Non renouvelable » ;
- « Usage professionnel » ;
- « Non substituable » ;
- « Non remboursable » ;
- « Hors AMM » ;
- Accident du travail ou ALD ou autre (participation financière du bénéficiaire limitée ou supprimée) ;
- « Prescription à but thérapeutique en l'absence de spécialités équivalentes disponibles » ;
- « duplicata transmis par voie électronique » (non applicable à ce jour) ;
- Nom de la pharmacie devant délivrer les médicaments ;
- « je dis : telle dose » + posologie en toutes lettres en cas de dépassement de posologie maximale ;
- « Prescription à but thérapeutique en l'absence de spécialités  équivalentes disponibles » pour les préparations magistrales ;
- « Acte Gratuit ».

Pour certains médicaments à prescription restreinte :
- La date à laquelle un nouveau diagnostic est effectué ;
- La date de réalisation des  examens et le délai au terme duquel l'ordonnance, en l'absence de réalisation des examens requis devient caduque ;
- Les risques liés à l'utilisation du médicament.

Les mentions spécifiques aux stupéfiants obligatoires en toutes lettres :
- Le nombre d'unités thérapeutiques par prise ;
- Le nombre de prises ;
- Le dosage ;
- Le fractionnement (sept, quatorze jours).

Si besoin :
- « délivrance en une seule fois » ;
- « en complément de l'ordonnance du … ».

Facultative : Nombre de médicaments prescrits sur l'ordonnance (est par contre obligatoire pour certifier un logiciel d'aide à la prescription, critère #53 du référentiel de certification des logiciels d'aide à la prescription ambulatoire)

## Les cinq types d'ordonnances
Après avoir exposé l'ensemble des mentions obligatoires, nous présentons ici le support proprement dit sur lequel s'applique ces règles, c'est-à-dire l'ordonnance qui de nos jours peut prendre cinq aspects différents : « classique », bizone, sécurisée, pour médicaments ou produits et prestations d'exception et électronique.
Avant de les détailler nous rappelons quelques règles générales contenues dans l'Arrêté du 3 février 2005 (JO 11 février 2005) qui est en fait la convention médicale au chapitre 4.1.1.1 :
Quel que soit son type, l'ordonnance doit être établie en double exemplaire : l'un est la propriété du malade, l'autre est destinée aux caisses d'assurance maladie. Le médecin ne peut utiliser des ordonnances pré imprimées, sauf dans le cas où il préciserait les modalités pratiques de préparation à un examen ou à une intervention.
Le médecin formule sur des ordonnances distinctes les prescriptions de :
- Médicaments ;
- Produits et prestations inscrits sur la liste prévue à l’article L. 165-1 du code de la sécurité sociale ;
- Fournitures et appareils ;
- Interventions nécessaires des auxiliaires médicaux ;
- Examens de laboratoire.

Par ailleurs le code de la santé publique rajoute que : Le prescripteur peut rédiger l’ordonnance manuellement ou sur un support informatique.
« En cas de perte ou de vol de leurs ordonnances, les prescripteurs en font la déclaration sans délai aux autorités de police » uniquement. (art. R. 5132-4 du CSP).

### L'ordonnance «classique»
Beaucoup considèrent encore que le médecin est libre d'utiliser tout type de support du moment que les mentions obligatoires (cf. chapitre précédent) y figurent.
En pratique, les supports d'ordonnances sont désormais imprimés via un logiciel de prescription ou pré-imprimés pour pouvoir répondre à l'arrêté du 10 août 2010 fixant les caractéristiques permettant la lecture automatique des éléments d'identification du prescripteur sur les ordonnances. Depuis l'année 2010, le prescripteur doit apposer par code-barres normés, conformes au code 128 (défini par la norme NF EN 799) :
- Son numéro RPPS (numéro individuel d'inscription au Répertoire Partagé des Professionnels de Santé attribué à vie) ;
- le numéro de sa structure : ADELI pour l'exercice libéral et FINESS pour les structures de soins.

Ces codes-barres doivent être pré-imprimés, et selon un dispositif transitoire dont la date limite n'est pas fixée, apposés par étiquette. Il est a noter que l'identification du prescripteur par tampon n'est plus conforme aux textes depuis 2010.

### L'ordonnance «bizone»
Arrêté du 23 décembre 1993 - JO du 11 janvier 1994.
Les soins et les traitements en rapport avec une affection de longue durée (A.L.D.) exonérante sont pris en charge à 100 %.
L'ordonnance bizone comporte deux zones distinctes :
- Une partie haute réservée aux soins en rapport avec l'A.L.D., pris en charge à 100 % ;
- Une partie basse, réservée aux soins sans rapport avec l'A.L.D. remboursés aux taux habituels de la Sécurité sociale.

Les traitements prescrits en partie haute ouvrent droit à une exonération du ticket modérateur, l'assurance maladie prenant en charge à 100 % les médicaments, analyses ou soins y figurant.
Il faut uniquement mentionner dans cette partie les prescriptions ayant un rapport direct et incontestable avec l'affection de longue durée exonérante. Ces actes et prestations figurent sur le protocole de soins établi par le médecin traitant du patient et validé par le médecin conseil de sa caisse d'Assurance Maladie.
Toutes les autres prescriptions, sans rapport avec l'A.L.D., doivent être inscrites en partie basse de l'ordonnance bizone.
À propos du respect de l'ordonnance bizone :
- Aucune mention, qui puisse avoir pour effet d'altérer la séparation entre la partie haute et la partie basse, ne doit être portée ;
- Le nombre de lignes de prescription ne peut avoir pour effet de confondre les deux zones ;
- Les ordonnances bizones doivent être complétées au cas par cas, en fonction de l'état du patient ;
- La zone basse ne doit en aucun cas être neutralisée par anticipation ;
- Le CERFA utilisé doit être conforme au CERFA en vigueur ;
- Le prescripteur doit porter les éléments d'identification du prescripteur (qualité, nom, prénom, N° et code-barres RPPS conforme au code 128 défini par la norme NF EN 799) et de la structure (nom, adresse et n° ADELI en libéral ou FINESS en établissement de santé et le code-barres correspondant conforme au code 128 défini par la norme NF EN 799) selon l'arrêté du 10 août 2010 ; les codes-barres sont pré-imprimés ou apposés par étiquette (instruction DGOS du 29/11/2010).

### L'ordonnance sécurisée
Article R. 5132-5 du CSP et Arrêté du 31 mars 1999 fixant les spécifications techniques des ordonnances mentionnées à l'article R. 5132-5 du code de la santé publique.
L’utilisation des ordonnances dites sécurisées est obligatoire pour toute prescription ou commande à usage professionnel de médicaments classés comme stupéfiants ou soumis à la réglementation des stupéfiants, en application de l’article R.5132-5 du Code de la santé publique. Ces dispositions s’appliquent aux médicaments à usage humain et aux médicaments destinés à la médecine vétérinaire.
L’utilisation des ordonnances sécurisées n’est pas limitée aux médicaments stupéfiants : les prescripteurs qui le souhaitent peuvent utiliser des ordonnances sécurisées pour les autres prescriptions et commandes à usage professionnel de médicaments (médicaments inscrits sur les listes I ou II de substances vénéneuses, ou médicaments non soumis à prescription médicale obligatoire).
Initialement était prévu l'obligation de prescrire tous les médicaments sur liste (Liste I, II et stupéfiants) sur ce type d'ordonnance. Ce projet a été plusieurs fois repoussé pour être définitivement abandonné par décret le 26 décembre 2003.
Les ordonnances sécurisées répondent à des spécifications techniques précises fixées par l'arrêté du 31 mars 1999 du code de la santé publique :
- Elles sont réalisées sur du papier filigrané blanc naturel sans azurant optique, à un format dont le choix est laissé au praticien ;
- L’identification du prescripteur (en bleu, d'une teinte et d'une intensité donnée) et le code-barres de son numéro RPPS (conforme au code 128 défini par la norme NF EN 799) sont pré-imprimés (instruction DGOS du 29 novembre 2010 et arrêté du 10 août 2010) ;
- L'identification de la structure : N° ADELI du prescripteur ou n° FINESS de l'établissement de santé et le code-barres correspondant préimprimé (conforme au code 128 défini par la norme NF EN 799 selon l'instruction DGOS du 29 novembre 2010 et arrêté du 10 août 2010) ;
- Une numérotation d’identification du lot d'ordonnance est inscrite dessus ;
- Un carré en micro-lettres où peut être indiqué le nombre de médicaments prescrits est pré-imprimé ;
- Seuls des éditeurs agréés par l’AFNOR (Association française de normalisation) peuvent fabriquer des ordonnances sécurisées.

Elles existent en format classique et en format « bizone ».

### Les ordonnances de médicaments ou de produits et prestations d'exception
Article R. 163-2, 3° alinéa du CSS et arrêté du 23.04.1999.
Le statut de médicament d'exception est réglementé par l'article R.163.2 du code de la sécurité sociale, et il concerne « certains médicaments particulièrement coûteux et d'indications précises » dont la liste est évolutive (par exemple les Sétrons).
Une fiche d'information thérapeutique définit les limites d'utilisation du médicament, notamment les restrictions de prescription, dont le respect conditionne la prise en charge par la Sécurité Sociale. Il est à noter que le plus souvent ces médicaments ont également le statut de médicaments à prescription restreinte.
Ces médicaments doivent être prescrits sur une ordonnance d'un modèle particulier. Le prescripteur atteste par son utilisation de l'adéquation de ses prescriptions aux indications thérapeutiques remboursables et aux conditions de prescription figurant dans la fiche d'information thérapeutique.
Cette ordonnance comporte 4 volets : un pour le patient, deux destinés aux caisses (dont un pour le contrôle médical), et un volet pour le pharmacien.
Si la prescription concerne un patient en ALD, l'ordonnance d'exception tient lieu d'ordonnancier bi-zone.

### L'ordonnance par voie électronique
La loi du 13 août 2004 no 2004-810 relative à l'assurance maladie (article 34) a introduit la possibilité de prescrire des soins ou des médicaments par courriel, sous réserve que certaines conditions soient remplies :
- Le prescripteur doit être clairement identifié ;
- L'ordonnance doit être « établie, transmise et conservée dans des conditions propres à garantir son intégrité et sa confidentialité » ;
- Le médecin doit avoir préalablement procédé à l'examen clinique du patient, sauf exceptionnellement en cas d'urgence.

## Abréviations latines de la prescription médicale et significations

### Posologie
- SIG ou MITTE : posologie ;
- DIE ou QD : 1 fois par jour ;
- BID : 2 fois par jour ;
- TID : 3 fois par jour ;
- QID : 4 fois par jour ;
- QH : chaque heure ;
- Q4H : toutes les 4 heures ;
- Q4-6H : toutes les 4 à 6 heures ;
- QSP (X jour(s)) : quantité suffisante pour X jour(s) > nombre de jour(s).

### Formes
- ONG : onguent ;
- LOT : lotion ;
- CP : comprimé ;
- CAP : capsule ;
- CR : crème ;
- AMP : ampoule ;
- SUSP : suspension ;
- SUPP : suppositoire ;
- INJ : injection ;
- SC : sous-cutané ;
- IM : injection intra musculaire ;
- IV : injection intra veineuse ;
- CR VAG : crème vaginale ;
- APPL : application ;
- PO : par voie orale = per os ;
- PRN : au besoin ;
- ALD : à la demande ;
- AU : aux 2 oreilles ;
- AD : oreille droite ;
- AS : oreille gauche ;
- OU : aux 2 yeux ;
- OS : œil gauche ;
- OD : œil droit ;
- CAT : cuillère à thé ;
- CAS : cuillère à soupe.

### Moment de la prise de la médication
- HS : au coucher ;
- CC : en mangeant ;
- AC : avant les repas ;
- PC : après les repas ;
- AM : le matin.